# RollerCoaster Tycoon 3 : Distractions sauvages !
RollerCoaster Tycoon 3 : Distractions sauvages est la seconde extension du jeu RollerCoaster Tycoon 3, sorti en France en octobre 2005. Il a été développé par Frontier Developments et édité par Atari Inc.. Dans cette extension, il est maintenant possible de mettre des enclos dans son parc, ainsi qu'une multitude d'animaux. Aussi, de nouvelles options de montagnes russes ont été ajoutés, et le système de souterrains a été amélioré. Enfin, 12 nouveaux scénarios y sont inclus.

## Accueil
- Jeuxvideo.com : 14/20[1]